# اینجونگ، پادشاه گوریو
پادشاه اینجونگ (زاده ۱۱۰۹) (حکومت ۱۱۲۲ - ۱۱۴۶) هفدهمین پادشاه گوریو بود. او پسر پادشاه یه‌جونگ بود. او از سال ۱۱۲۲ تا سال ۱۱۴۶ به عنوان پادشاه گوریو حکومت کرد.